# 畑山浩昭
畑山浩昭（はたやま ひろあき、1962年 - ）は、日本の英語学者。専門はレトリック学、批評理論。桜美林大学第5代学長。

## 来歴
1962年鹿児島県生まれ。鹿児島県立鹿屋高等学校卒。1985年、桜美林大学文学部英語英米文学卒業。鹿児島県立高校教諭を経て、1994年、ノースカロライナ大学シャーロット校（en:University of North Carolina at Charlotte）大学院修士課程修了、修士（MA：文学）。2001年、ノースカロライナ大学グリーンズボロー校（en:University of North Carolina at Greensboro）大学院博士課程修了、博士（PhD：文学）。2010年、マサチューセッツ工科大学スローンスクール（en:MIT Sloan School of Management）、大学院修士課程修了、修士（MBA：経営学）。
1997年、桜美林大学専任講師。2006年より桜美林大学教授。2012年、桜美林学園学園長補佐・国際センター長。2015年、桜美林大学副学長。2018年、桜美林大学学長（第5代）。

## 主な著書
- 「自己表現の技法」（分担執筆、実教出版）
- 「Japanification of Childrens' Popular Culture」 (チャプター寄稿、Scarecrow Press, USA)
- 「The Rhetoric of Japanese Written Public Discourse」 (PhD Dissertation、UMI)
- 「Rhetorical Strategies of Foreign Executives in Revitalizing Japanese Global Enterprise」 (MBA Thesis)